# 借词回收
借词回收指一个词语从一种語言传播至另一种语言，然后以不同的形式或含义回到原始语言的过程。其路径线被表示为A→B→A，其中A代表可能呈现为各种形式的原始语言。有些学者将经过借词回收的词语称为“侨词”或“回归词”，意思是出去了又回来了；英文有时则称这种单词为“Rückwanderer”（德语，指“返回者”）。
借词回收通常会导致与原单词并存的被回收借词出现，从而产生双式词；但原单词在其他情况下可能已经消失。外来词衍生的特定含义也可以通过语义借用被借词回收：例如，英语pioneer借自中古法语「掘金者、步兵、行人」之义，之后在英语中产生了「早期殖民者、先驱」的含义，然后又被借回法语。除此之外，这些词语也可能会在某一阶段被仿译，例如英语ready-to-wear→法语 prêt-à-porter (1951) → 英语 prêt-à-porter (1957).

## 例子
| 古諾斯語：        | klubba（“棍棒”）                               | → | 英语：     | club （“俱樂部”）                                | → | 挪威语：   | klubb (“协会”)                                           |   |           |                                                  |
| 法语：            | tenez                                          | → | 英语：     | tennis （“网球”）                                | → | 法语：     | tennis （“网球”）                                        |   |           |                                                  |
| 法语：            | cotte （“中世纪服装”）                         | → | 英语：     | riding coat （“骑马用外套”）                     | → | 法语：     | redingote （“長外衣”）                                   | → | 英语：    | redingote （“長外衣”）                           |
| 希腊语：          | κίνημα （罗马化：kínēma，“移动”）              | → | 法语：     | cinéma （“电影院”）                              | → | 希腊语：   | σινεμά （罗马化：sinemá，“电影院”）                      |   |           |                                                  |
| 荷蘭語：          | bolwerk （“饼干”）                             | → | 法语：     | boulevard （“林荫大道”）                         | → | 荷兰语：   | boulevard （“林荫大道”）                                 |   |           |                                                  |
| 荷蘭語 ：         | manneken （“小的人”）                          | → | 法语：     | mannequin (“模特儿”)                             | → | 荷兰语：   | mannequin (“模特儿”)                                     |   |           |                                                  |
| 荷蘭語：          | koekje （“饼干”）                              | → | 英语：     | cookie （“HTTP Cookies”）                        | → | 荷兰语：   | cookie (“HTTP Cookies”)                                  |   |           |                                                  |
| 中古荷兰语 ：     | snacken （“把……咬住/对……喘气”） /ˈsnɑkən/      | → | 英语：     | to snack （“吃零食”）/ˈsnɛkən/                   | → | 荷兰语：   | snacken （“吃零食”）/ˈsnɛkən/                            |   |           |                                                  |
| 英语：            | crack （“玩笑”）                               | → | 愛爾蘭語： | craic （“玩笑”）                                 | → | 英语：     | craic （“明显具爱尔兰特色的玩笑”）                       |   |           |                                                  |
| 英语：            | animation （“动画”）                           | → | 日语：     | （“日本动画”）                                   | → | 英语：     | anime （“日本动画”）                                     |   |           |                                                  |
| 英语：            | cutlet （“肉片”）                              | → | 日语：     | （“吉列”）                                       | → | 英语：     | katsu （“吉列”）                                         |   |           |                                                  |
| 英语：            | wrestling （“職業摔角”）                       | → | 日语：     | “” (“日本職業摔角”)                              | → | 英语：     | puroresu (“日本職業摔角”)                                |   |           |                                                  |
| 希伯来语：        | תַּכְלִית /taχˈlit/ （“目的”）                     | → | 意第緒語： | תכלית /ˈtaχləs/ （“目的”；“结果”；“正经事”）     | → | 希伯来语： | תַּכְלֶס /ˈtaχles/ （“直接地”；“实事求是地说”；“废话少说”)   |   |           |                                                  |
| 西班牙语：        | tronada （“雷暴”）                             | → | 英语：     | tornado（“龙卷风”）                              | → | 西班牙语： | tornado（“龙卷风”）                                      |   |           |                                                  |
| 汉语：            | 革命 （“改朝换代”）:5291                       | → | 日语：     |                                                  | → | 汉语：     | 革命                                                     |   |           |                                                  |
| 汉语：            | 共和 （“共和时期”）                            | → | 日语：     |                                                  | → | 汉语：     | 共和                                                     |   |           |                                                  |
| 汉语：            | 抹茶 （特殊制茶方式）                          | → | 日语：     |                                                  | → | 汉语：     | 抹茶                                                     |   |           |                                                  |
| 汉语：            | 秦                                             | → | 梵语：     | चीन （“中国”)                                     | → | 汉语：     | 支那 （古代佛教文献及部分佛教徒对中国的称呼）            | → | 日语：    | （对中国的别称→部分日本右翼对中国种族歧视的蔑称) |
|                   |                                                |   |            |                                                  |   | 汉语：     | 支那（部分反中或反华者对中国大陆及其居民所使用的歧视语） | ↵ | ↵         | ↵                                                |
| 泉漳话、 广州话： | 鮭汁                                           | → | 英语：     | ketchup （“番茄醬”)                              | → | 广州话：   | 茄汁                                                     |   |           |                                                  |
| 古代突厥語：      | ülüş （“分享”，“分配”)                         | → | 蒙古语：   | ulus （“国家”，“部门”）                          | → | 土耳其语： | ulus （“国民”）                                          |   |           |                                                  |
| 土耳其语：        | bey armudu （“佛手柑”)                         | → | 意大利语： | bergamotto （“佛手柑”)                           | → | 法语：     | bergamote （“佛手柑”)                                    | → | 土耳其语: | bergamot （“佛手柑”)                             |
| 中古蒙古語：      | jarlig （“札兒里黑”，“皇帝法令”）              | → | 俄语：     | yarlyk （“标签”，“标价”）                        | → | 蒙古语：   | yarlyk （“标价”）                                        |   |           |                                                  |
| 中古波斯语：      | handaz- （“计划”，“分配”）                     | → | 阿拉伯语： | مهندس （罗马化：mohandis；“几何学者”，“工程师”） | → | 波斯语：   | مهندس （罗马化：mohandis；“工程师”）                     |   |           |                                                  |
| 波斯语：          | زرناپا （罗马化：zornāpā；“笛子腿”；“长颈鹿”） | → | 阿拉伯语： | زرافة （罗马化：zarāfa/zurāfa；“长颈鹿”）        | → | 波斯语：   | زرافه （罗马化：zarāfe；“长颈鹿”                         |   |           |                                                  |

## 汉语和日语

### 半和製漢語
「世界」、「社會」、「經濟」等詞原出於漢語，被日語借用，賦予新義以翻譯歐文，这种词语被部分人稱為「半和製漢語」。这些词语此后又被传回中国。

### 華製新漢語
西學東漸之後，中國人在翻译和與外國人合作翻譯西方書籍時創製了和“和製漢語”相對、名为“華製新漢語”的新名詞。这些词今天大多已经废止不用，但日本為了吸收西洋文明而有系統地引進中文書刊和辭書，這些新詞因而被日語吸收，後來又被中國人原封不動地帶回中國。

## 语素借词回收
当甲语言根据从乙语言借来的詞根创造複合詞，这个复合词再被借入甲语言及其后裔时，与借词回收类似的现象将会出现。在西方世界，这一现象主要会发生于根据拉丁语或古希腊语詞根形成的結合詞中——这些词语可能会被随后借用至罗曼语族下属语言或现代希腊语中。拉丁语是一种十分普遍的语言，因此由英语、德语等非罗曼语族创造的拉丁语相关术语被法语、西班牙语等罗曼语族下属语言借用的现象并不明显；但根据古希腊语词根创造的现代新词汇被借回到现代希腊语的现象〔例如τηλεγράφημα，（罗马化：tilegráfima；“电报”）等词语〕就不一样了 ——这种词语的使用十分普遍。
这种现象在中文和日文中尤其明显：十九世纪末至二十世纪初，许多日语词语均係通过汉语词根创造（历史上这些词语通常经过朝鲜半岛区域传播），这些名词被称作和製漢語。这些日语词语之后会传入汉语和朝鲜语。自二十世纪开始，这种借用现象就大大减少了。这种词语通常本身就可以用中文创造，但是碰巧被日文首先创造了：例如（日语罗马化：bunka）和（日语罗马化：kakumei）。